# Josip Demarin
Josip Demarin (Medulin, 16. siječnja 1895. – Rijeka, 15. listopada 1981.), hrvatski pedagog i pedagoški pisac.

## Životopis
Rodio se je u Medulinu 1895. godine. Osnovno školovanje je imao u Medulinu. Nakon toga odlazi u Arbanase, gdje se je školovao na preparandiji za učitelja. Nakon što je 1913. završio srednju školu, vratio se u Medulin gdje se zaposlio kao učitelj.
Učiteljsko obrazovanje stekao je u Arbanasima i Kastvu. Kao učitelj i profesor službovao je po Hrvatskoj. Bio je pedagoški djelatnik, znanstvenik, pisac, povjesničar, kroničar i vrstan metodičar. za života mu je objavljen izbor radova u knjizi "Pedagog i njegov svijet".
Kad je Kraljevina Italija okupirala i pripojila Istru, krenula je obračunati se sa svim nacionalno svjesnim Hrvatima na Istri. Zbog tih stvari je bio 1920. prisiljen iseliti s Istre i otići u emigraciju u Hrvatsku, zajedno s brojnim drugim istarskim Hrvatima. Smjestio se u Zagrebu. U njemu je 10 godina poslije završio Visoku pedagošku školu. 
Nakon što je završio, otišao je u Sloveniju, u Maribor. Zadržao se cijelo jedno desetljeće predavajući u tamošnjoj školi za učitelje. U tom je razdoblju postao članom Hrvatskog pedagoško-književnog zbora.
Dolaskom socijalističke vlasti, otišao je raditi u Split, gdje je predavao budućim učiteljima, a nakon toga se vratio u Zagreb.
Još otkako je završio učiteljsku školu, pisao je za razne pedagoške listove. Pisao je na hrvatskom i talijanskom jeziku. Radio je kao urednik, a surađivao je u pedagoškom leksikonu zagrebačke izdavačke kuće Minerva i inim leksikografsko-enciklopedijskim izdanjima koja su bila za razinu cijele Jugoslavije. Napisao je nekoliko knjiga iz područja pedagogije.
Bio je članom Matice hrvatske. 
Brat je profesora Mate Demarina, hrvatskog pedagoškog pisca.

## Djela
(izbor) 
- autor
- Život i rad Marije Jambrišakove , 1937.
- Prilog metodici književnosti u srednjoj školi : uživljavanje u dramu i analiza "Hasanaginice" , 1942.
- Povijest i razvitak viših pedagoških škola u Hrvatskoj, 1954.
- Metodika elementarne nastave : upoznavanje prirode i društva, prirodopisa, zemljopisa i povijesti , 1957.
- Nastava povijesti u osnovnoj školi : (specijalna didaktika), 1961.
- Pouk zgodovine v osnovni šoli : specialna didaktika (zaj. s Marijom Jamar-Legat), Ljubljana, 1964.
- urednik
- Pedagogijski leksikon, priručnik za teoriju i praksu uzgoja, (ur.: Stevan Pataki, Marijan Tkalčić, Ante Defrančeski, Josip Demarin), Minerva, Zagreb, 1939.
- Viktor Car Emin: Moje uspomene na "Družbu SV. Ćirila i Metoda za Istru"  (ur.: Josip Demarin i Tone Peruško), 1953.